# Thomas H. Cook
Thomas H. Cook (ur. 19 września 1947 w Fort Payne) – amerykański pisarz, posiada dyplom licencjacki z Georgia State College, stopień magistra w American History z Hunter College, a także magistra filozofii stopnia z Columbia University. Od 1978 do 1981 Cook uczył angielskiego i historii w Dekalb Community College w Gruzji, i służył jako redaktor działu literackiego dla Atlanta Magazine. Obecnie mieszka z żoną i córką w Cape Cod i Nowym Jorku.
Swoją pierwszą powieść Blood Innocents zaczął pisać gdy był jeszcze absolwentem, została ona opublikowana w 1980 roku. Za powieść Szkolny romans otrzymał nagrodę Edgara Alana Poe od Mystery Writers of America.
Jego książki często są nominowane do różnych nagród, m.in. Red Leaves, Anthony Award, The Martin Beck Award. 

## Publikacje

### Frank Clemons
1. Sacrificial Ground (1988)
2. Flesh and Blood (1989)
3. Night Secrets (1990)

### Pozostałe
- Blood Innocents (1980)
- The Orchids (1982)
- Tabernacle (1983)
- Elena (1986)
- Streets of Fire (1989)
- The City When it Rains (1991)
- Evidence of Blood (1991)
- Mortal Memory (1993)
- Wzgórze złamanych serc (Breakheart Hill, 1995)
- Szkolny romans (The Chatham School Affair, 1996)
- Narzędzia ciemności (Instruments of the Night, 1998)
- W mroku (Places in the Dark, 2000)
- Taken (2002)
- Ostatnie przesłuchanie (The Interrogation, 2002)
- Moon Over Manhattan (2002) (with Larry King)
- Into the Web (2004)
- Strach (Peril, 2004)
- Czerwone liście (Red Leaves, 2005)
- Chmura niewiedzy (The Murmur of Stones / The Cloud of Unknowing, 2006)
- Master of the Delta (2008)
- The Fate of Katherine Carr (2009)
- The Last Talk With Lola Faye (2010)
- The Quest for Anna Klein (2011)